# Wonder Woman (telessérie de 2011)
Wonder Woman seria uma série de televisão estadunidense produzida pelo canal NBC, sendo um remake da série homônima de 1975. Adrianne Palicki havia sido escolhida como protagonista e produção da série ficaria a cargo de David E. Kelley. Na nova versão, Diana Prince será diretora das indústrias Themyscira como disfarce para sua atuação como a Mulher Maravilha, super-heroína clássica dos quadrinhos. A proposta era renovar a personagem para atrair o público jovem e o elenco contaria com Elizabeth Hurley como a vilã Veronica Cale e os atores Pedro Pascal, Tracie Thoms e Cary Elwes.
No dia 30 de março, Adrianne Palicki gravou as primeiras cenas do episódio piloto no Hollywood Boulevard, em Los Angeles. A produção se mostrou apta a ouvir os fãs, mudando o uniforme da heroína, que passaria a ter menos brilho e aplicação de estrelas douradas nas laterais; além disso, as botas voltariam a ser vermelhas. Outra mudança seria no script, que passaria a mostrar a heroína mais durona. Justin Bruening havia sido escalado para ser Steve Trevor, um veterano do exército com quem Diana Prince terá um envolvimento amoroso. 
No final de abril de 2011, foi divulgado que o roteiro teria que sofrer adaptações devido ao descontentamento dos fãs, que queriam mais ação e não gostam de Diana Prince como presidente milionária de uma indústria de cosméticos. O seriado deveria também mostrar a origem da guerreira amazona na ilha Themyscira, na qual caiu o avião de Steve Trevor, o que levou a princesa a se aventurar no mundo dos homens. Comentou-se também que Lynda Carter participaria do seriado. 
Em maio, foi divulgado que a NBC desistiu da série, não se sabe se outro canal assumirá o projeto ou ele será cancelado. 
Personagens
- Adrianne Palicki como Diana Prince/Mulher Maravilha.
- Justin Bruening como Steve Trevor.
- Elizabeth Hurley como Verônica Cale (vilã).
- Cary Elwes como Henry Detmer.
- Pedro Pascal como Ed Indelicato.
- Tarcie Thoms como Etta Candy.
- Brett Tucker como William Marston.